# Ceraspis obscura
Ceraspis obscura är en skalbaggsart som beskrevs av Blanchard 1850. Ceraspis obscura ingår i släktet Ceraspis och familjen Melolonthidae. Inga underarter finns listade i Catalogue of Life.